# Acanthuchus kershawi
Acanthuchus kershawi är en insektsart som beskrevs av Goding. Acanthuchus kershawi ingår i släktet Acanthuchus och familjen hornstritar. Inga underarter finns listade i Catalogue of Life.